# Yajurveda
Yajurveda, fornindiskt religiöst verk, 
("offerformlernas veda"), vilken föreligger i två redaktioner, den s. k. vita och den s. k. svarta Yajurveda, samt är en liturgisk samling, liksom
Samaveda. Den innehåller även ett stort antal prosaiska stycken. Ett övergripande syfte med Yajurveda förefaller vara att lära människan hur man kan leva på bästa sätt för att minska riskerna för sjukdomar m.m. "Sinnet" har den största påverkan på kroppen. Har man sinnet i balans kommer även kroppen i balans; alltså att föra samman kropp, tanke, känsla i balans.

## Struktur
Till varje veda finns en eller flera brahmana. Brahmana utgörs av avhandlingar på prosa, i vilka offerceremonierna beskrivs, förklaras och belyses. Den svarta Yajurvedas brahmana är infogad i vedatexten. Liturgi, exegetik, dogmatik, mytologi, legender, filosofi och etymologi förekommer där vid sidan av varandra. Yajurveda omfattar
- Krishna Yajurveda, den svarta (med Brahmanas integrerade i samhitas):
  - Maitrayani (MS)
  - Carakakatha (CS)
  - Kapisthalakatha (KS)
  - Taittiriya (TS). Taittiriya skolan har en extra Taittiriya Brahmana (TB)
- Shukla Yajurveda, den vita
  - Vajasaneyi Madhyandina: Shatapatha Brahmana, Madhyadina versionen(ShB)
  - Kanva: Shatapatha Brahmana, Kanva versionen(ShBK)

Den mest betydande och intressanta av alla är Shatapatha brahmana ("de hundra vägarnas brahmana"), som tillhör den vita Yajurveda. Shatapatha Brahmana har bland annat tilldragit sig kosmologiskt intresse. Här finns den tidigaste kända referensen till en heliocentrisk världsbild, liksom hela skriften tillskriven Yajnavalkya. Detta inträffade ju flera århundraden innan den åter dök upp hos Aristarchos i antikens Grekland. Ingen av dessa två lyckades dock få genombrott för den idén i sin samtid.

## Maitrayanisamhita
Maitrayanisamhita är en recension av den vediska texten Svarta Yajurveda.
Den är liksom i allmänhet de texter, som hör till nämnda textgrupp, så komponerad, att de särskilda offerformlerna åtföljs av därtill anknuten brahmanatext. Den har sitt namn efter den sekt eller skola, som kallar sig Maitrayamya, varav Manava, inom vars krets Manus lagbok uppstått, är en underavdelning. Den torde snarast ha varit lokaliserad till västra och sydvästra Indien.
Den är utgiven av L. v. Schröder, "Die Maitrayanisamhita" (1881-1886). Jfr om texthistorien o.s.v. inledningen till denna upplaga samt L. v. Schröder "Das Kathakam und die Maitrayanisaihhita" (i "Sitzungsberichte der Berliner Akademie der wissenschaften", 1879). -- Härtill ansluter sig Maitri- eller Maitrayani-Upanishad, utgiven och översatt av Edward Byles Cowell (i "Bibliotheca Indica") och översatt av Paul Deussen (i "Sechzig Upanishads des Veda", 1897).